# Новосанжарская поселковая община
Новосанжарская поселковая община (укр. Новосанжарська селищна громада) — территориальная община в Полтавском районе Полтавской области Украины. Административный центр — поселок Новые Санжары.
Изначально была образована 5 июля 2017 путем объединения Новосанжарского поселкового совета и Зачепиловского сельского совета Новосанжарского района.
В 2020 году присоединились Великокобелячковский сельский совет, Великосолонцовский сельский совет, Клюсовский сельский совет, Кунцевский сельский совет, Лелюховский сельский совет, Малоперещепинский сельский совет, Малокобелячковский сельский совет, Пологовский сельский совет, Поповский сельский совет, Руденковский сельский совет, Столбино-Долинский сельский совет, Судовский сельский совет и Супротивнобалковский сельский совет Новосанжарского района.

## Населенные пункты
В состав общины входят 1 поселок (Новые Санжары) и 46 сел: Баловка, Бечевое, Бридуны, Великое Болото, Великий Кобелячек, Великие Солонцы, Висичи, Ганжи, Горобцы, Грекопавловка, Давыдовка, Дубина, Емцева Долина, Забродки, Зацепиловка, Кальницкое, Клюсовка, Кобы, Козубы, Кунцево, Кустолово Первое, Лахны, Лелюховка, Лысовка, Малая Перещепина, Малый Кобелячек, Маньковка, Марьяновка, Назаренки, Олейники, Пасечное, Пологи, Пологи-Низ, Попово, Пристанционное, Пудловка, Руденковка, Собковка, Старые Санжары, Столбина Долина, Стрижевщина, Судовка, Сулимы, Супротивная Балка, Шелкоплясы, Шпортки.